# 数字化单一市场版权指令
《数字化单一市场版权指令》（英語：Directive on Copyright in the Digital Single Market，2016/0280(COD)）是指欧盟出台的一项指令，已 2019年6月7日通過並正式生效。目的是希望在欧洲数字化单一市场的体系当中协调版权问题，及確保一個運作良好的版權市場。指令擴展了現有的歐盟版權法，也是歐盟數字單一市場項目中的一個組成部分。歐洲理事會稱指令是為了保護新聞出版物、縮小互聯網平台利潤與內容創作者之間的“價值差距”，以及鼓勵這兩個團體之間的合作。
該指令由歐洲議會法律事務委員會於2018年6月20日提出，修訂後的提案於2018年9月12日獲得議會批准。最終版本指令在2019年3月26日在欧洲议会获得通过，同年4月15日獲得歐盟理事會的批准。
在该指令中，第11条与第13条引发的争议最为巨大。 被稱為“鏈接稅”的草案第11條（正式指令第15條）賦予報紙更直接的控制權和對其作品的再利用權，這可能會影響一些互聯網服務，比如新聞聚合器。草案第13條草案（正式指令第17條）要求託管用戶生成內容的服務提供商採取“有效和相稱”的措施來防止用戶侵犯版權。

## 背景
欧盟当前的版权法律于2001年修订，处在互联网时代之發展前期，因此许多法律内容与当前数字化发展速度相比已然过时。为此，欧盟分别于2015年5月和12月通过、发布了《数字化单一市场战略》和《面向现代欧洲的版权框架》（Towards a Modern European Copyright Framework），以期减少各成员国之间的版权法律差距、用户利用网络扩大接触作品的机会。

## 过程

### 草案
草案分为四章，共计15个条款，就版权例外、版权许可、网络传播等问题作出了更改。
第11条，也被称作“链接税”（Link Tax），要求在引用新闻片段之前必须要从新闻出版者那里取得相应的许可。此举旨在将阅读新闻的流量导向发布新闻的网站之中，对于网络新闻聚合平台有着极大的冲击。
第13条，也被称作“审查机器”（censorship machines）、“上传过滤器”，强调各个平台有责任监督其用户、阻止其侵权的行为。这意味着在用户上传内容时，网络平台必须对其上传内容进行审核，以确保没有侵权之行为。按照该法律，用户也不能再上传模因、混剪等使用少量版权材料进行二次创作的内容。

### 表决

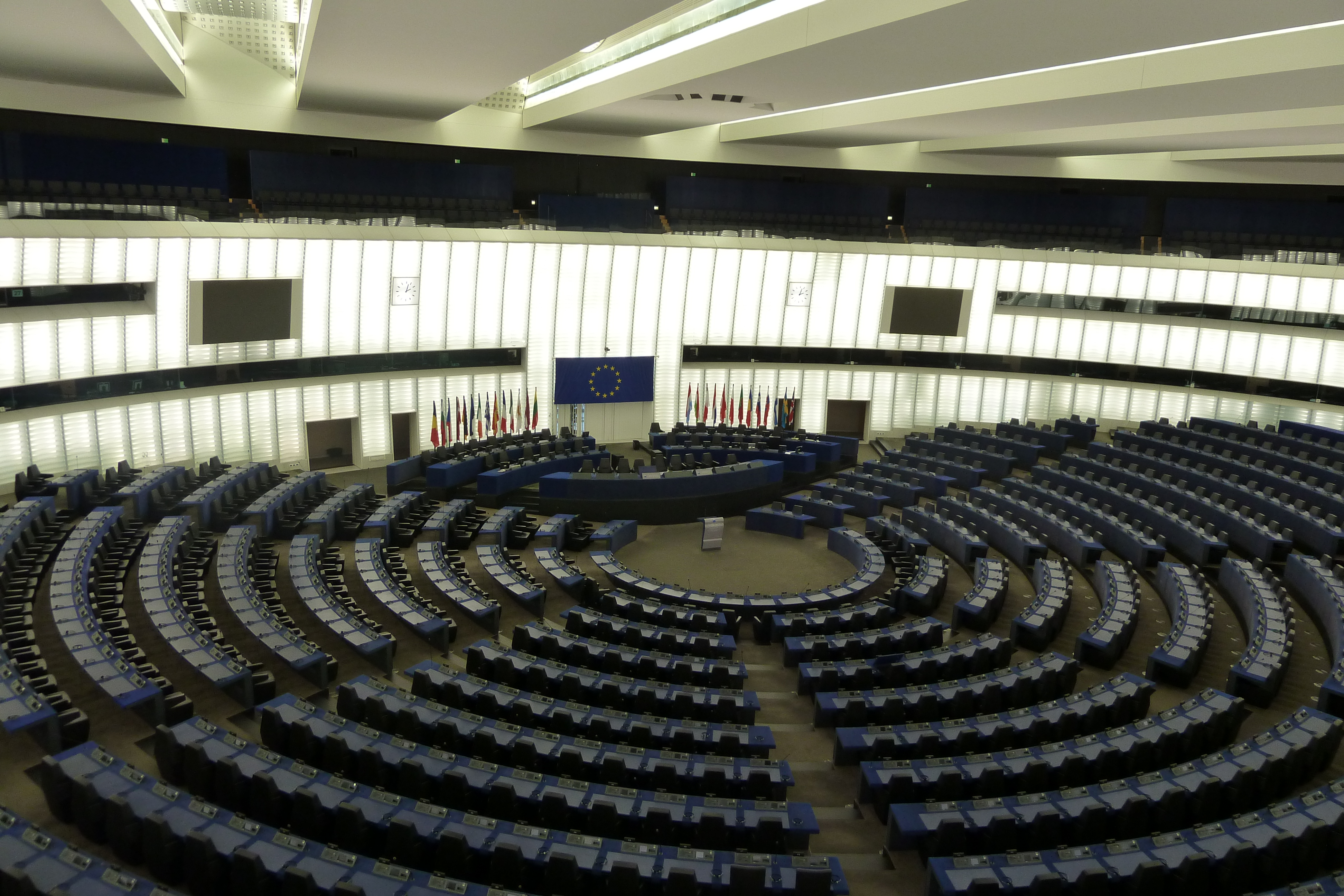
位於法國斯特拉斯堡的歐洲議會

2018年6月20日，欧洲议会的一个委员会投票通过，以13比12、15比10的票数初步通过了最具争议的草案第11条、13条，并在7月转交给整个欧洲议会进行表决。7月5日，歐洲議會以278票支持、318票反對、31票棄權否決了版權法案。9月12日，欧洲议会投票表决，以438票对226票通过该提案的一个修改方案，并会在2019年1月进行最终表决。
2019年3月26日，经欧洲议会表决，该指令以348票支持、278票反对获得通过。欧盟理事会于4月15日批准指令，正式生效。

## 反响

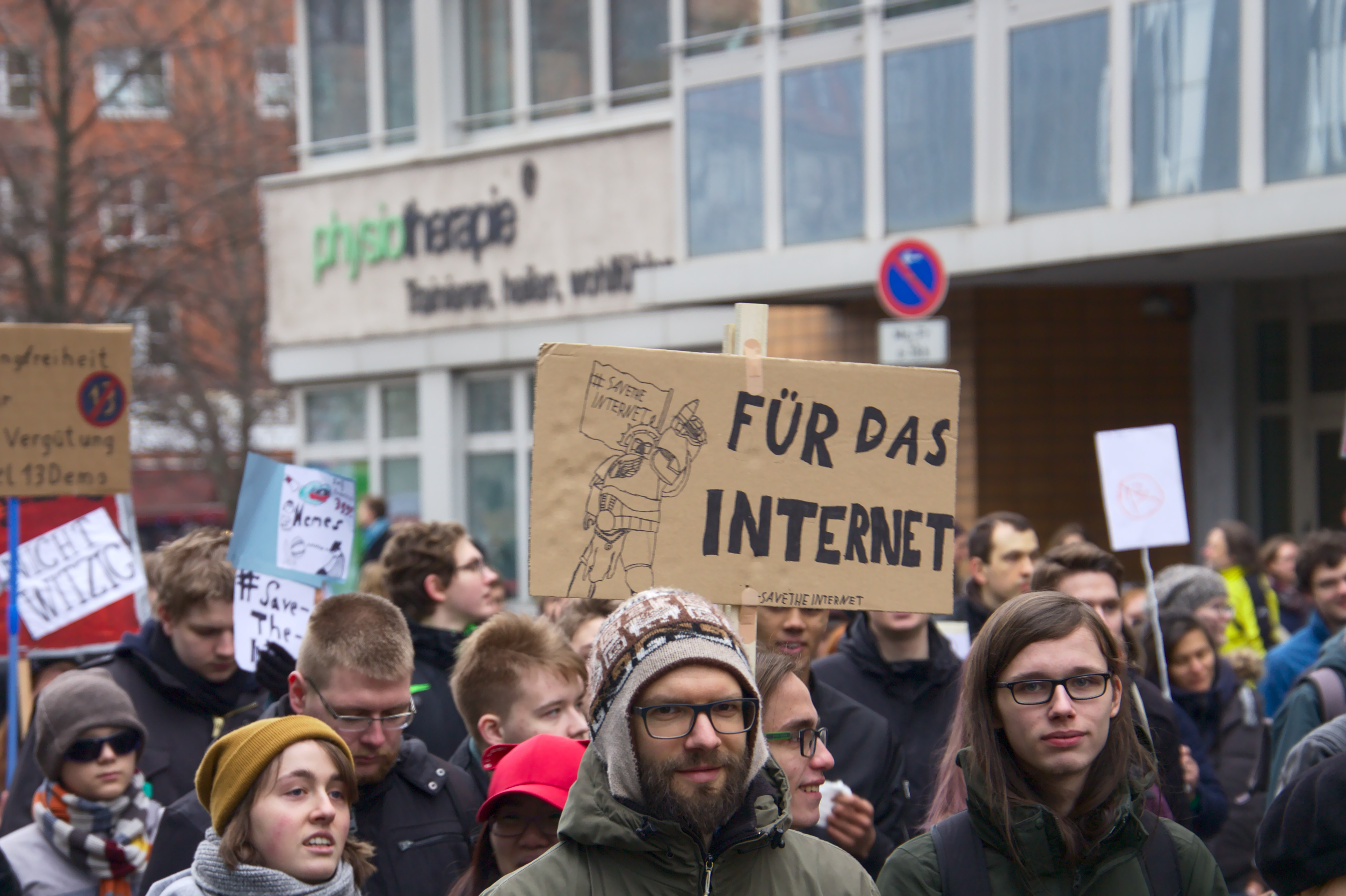
为反对《数字化单一市场版权指令》第11条、13条，2019年3月2日，部分柏林居民走上街头进行抗议。图中市民举出了“为了互联网”（Für Das Internet）的标语牌

对于欧盟此草案的第11条与第13条引发的争议较高，而第13条争议最大。
2016年《数字化单一市场版权指令》草案刚刚出台时，音乐产业的相关团体对此表示欢迎。国际唱片业协会指出这是消融向在线服务与版权所有者鸿沟的“第一步”。谷歌称该草案有一些积极的东西，但对其暗示的互联网审查表示了担忧。Musically指出，一些人士认为YouTube、SoundCloud这样的网站不应成为“安全避风港”，并非常欢迎该草案的出台。同年10月10日，中国大陆媒体人民网援引《中国知识产权报》评论称，该草案对數位环境下中国著作权法的立法完善具有一定的借鉴意义。
起草该条款的关键人物之一、德国议员阿克塞尔·沃斯称，该法案只会影响到利用版权資料在赚钱的人。欧洲议会中也有诸多指令支持者。

### 第11条
据英国广播公司报道，有批评人士指出，被称为“链接税”的草案第11条将权力极大地赋予给了大出版商们，但却有可能殃及小型创业公司。此外，因“链接”一词定义不明，该条款也有可能被政府部门用来控制人们的言论自由。2018年4月24日，169名学者联名签署了一份公开信反对该条款，后又陆续有其他学者参与联署。
阿克塞尔·沃斯支持该条款，认为第11条针对的是商业使用，该法律明确豁免了私人使用的版权要求。

### 第13条
英国广播公司认为，草案第13条要求各个网站监测用户上传的内容以防侵权，但该项任务不可能由人类来完成，必然需要依靠计算机程序来完成。然而，在已经使用类似技术的网站上（比如YouTube的Content ID），该举措的出错率极高，也因而争议性很大。此外，该条款也暗示了，只有规模较大、资源充足的网络平台才有可能允许用户进行评论、分享等操作。
2018年6月12日，维基百科的创始人吉米·威尔士联合万维网发明者蒂姆·伯纳斯-李、TCP/IP发明者文顿·瑟夫等70余名數位科技界先驱发布了一封公开信，谴责此法案第13条，称该条款将会把互联网从分享创新的开放平台，转为自动监控其用户的工具，这会对互联网的环境造成“实质性的伤害”。
阿克塞尔·沃斯称，该条款只会影响到互联网上1%到1.5%的内容。

### 部分语言维基百科关站抗议

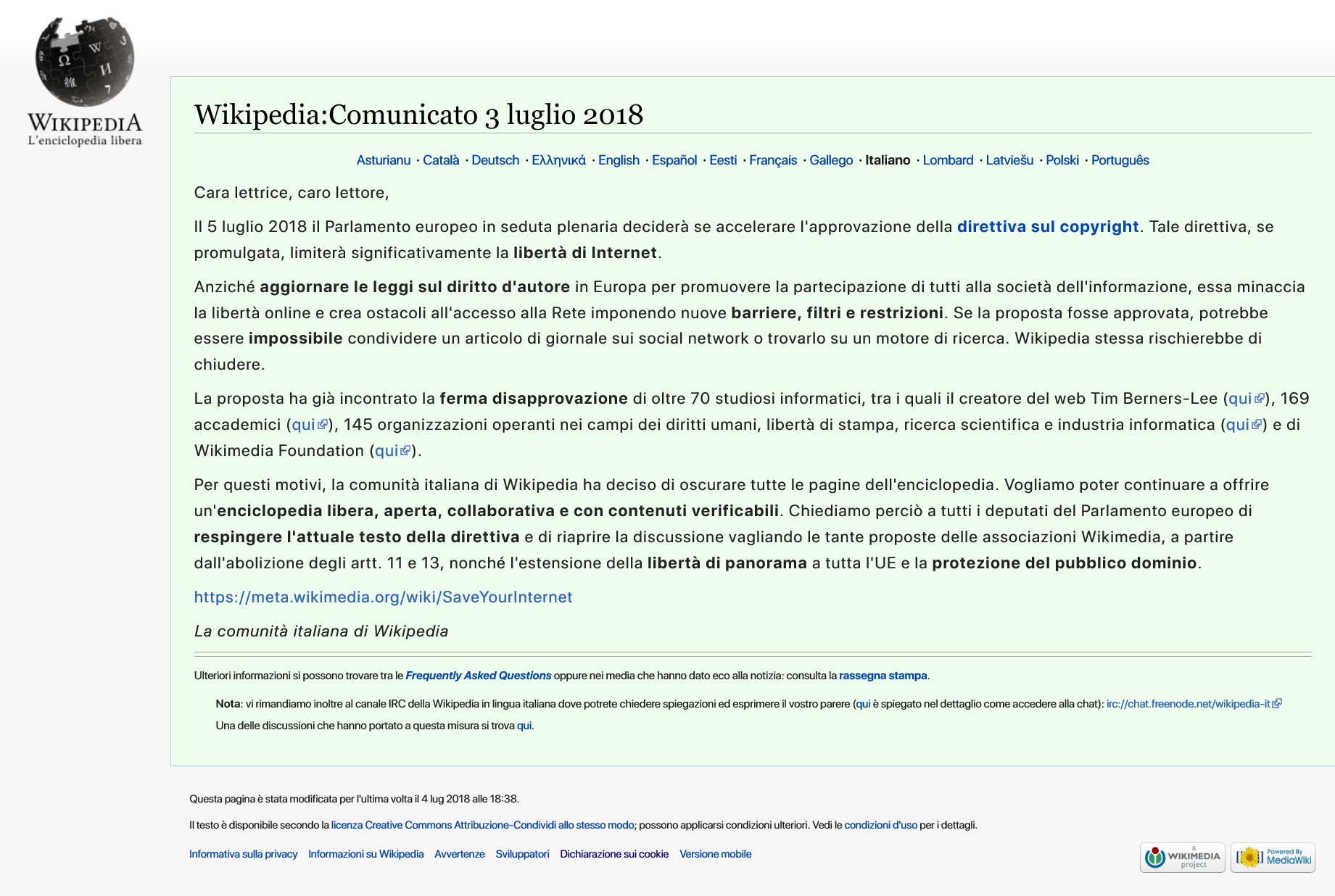
意大利语维基百科截图，2018年7月4日

为抗议该法案，意大利语维基百科自2018年7月3日起自行關闭网站，读者瀏覽该站任意页面时将被带到一个抗議页面，并看到标语“维基百科有关闭的风险。”“如若草案被通过，报纸新闻可能无法分享到社交网络上，连搜索引擎也可能再也搜不到它们了。”这段话在維基百科應用程式上也依然可见。除此之外，西班牙语、波兰语维基百科等七種語言也分别关站进行抗议。英文维基百科虽未关闭网站，但也在网页上方打出硕大横幅，鼓励读者在投票前去联系他们的欧洲议会议员。营运维基百科的维基媒体基金会也参与到了抗议活动中。维基媒体基金会的总法律顾问艾琳·B·赫尔舍诺夫（Eileen B Hershenov）称：“虽然维基媒体基金会运营的都是非营利的网站，可能会得到欧洲法律的部分豁免权，但是我们的任务需要一个自由、开放的互联网生态系统。”她还表示，如果新闻界取得了对这类少量新闻收费的权力，那么维基百科的创作将更加困难。
包括阿克塞尔·沃斯和英国歌曲创作者、作曲家与词作家学院主席克里斯品·亨特（Crispin Hunt）在内的该草案的支持者则称维基百科是在扭曲真相、耸人听闻、滥用权威。意大利《晚邮报》于2018年7月3日发文指出，该法案不会影响到非营利在线百科全书或者其他非商业性网站。
在9月12日向欧洲议会提交的修改案中，维基百科与GitHub获得了该法案的豁免，分享超链接的行为并不会被征收“链接税”。但是，维基媒体基金会仍然严厉批评该法案，称自己会“坚持反对，并继续发扬自由、平衡的版权理念，让每个人都能在网络上创作、学习”。

## 另見
- 2012年禁止網路盜版法案
- 數位千禧年著作權法